# Kia Vaughn
Kia Vaughn (Bronx, 24 gennaio 1987) è un'ex cestista statunitense naturalizzata ceca, professionista nella WNBA.

## Carriera
È stata selezionata dalle New York Liberty al primo giro del Draft WNBA 2009 con l'8ª chiamata assoluta.
Con la Rep. Ceca ha disputato i Campionati europei del 2017.

## Palmarès

### Squadra
- Campionato italiano: 1
Cras Taranto: 2011-12
- Coppa Italia: 1
Cras Taranto: 2012

### Individuale
- WNBA Most Improved Player (2011)